# 川上哲治記念球場
川上哲治記念球場（かわかみ てつはる きねんきゅうじょう）は、熊本県人吉市出身（1991年・同市名誉市民の認定を受ける）の東京巨人軍→読売巨人軍の選手・コーチ・監督だった川上哲治の業績をたたえ、1999年に同市に竣工した野球場である。

## 施設概要
- 所在地：人吉市蟹作町字西田1531-1
- 総面積：62,000㎡
- 収容人数：2,300人（うちメインスタンド700人、内野席600人、外野芝生席1000人）
- 照明塔：なし
- スコアボード：あり
- グラウンドサイズ：両翼97.56m・中堅121.96m・面積13,500㎡（内野土、外野芝生）
- 展示コーナー：川上自らや巨人軍、その他関係者から寄贈された川上の個人賞受賞記念品、並びに資料などを展示している